# Idiocera schrenkii
Idiocera schrenkii är en tvåvingeart som först beskrevs av Josef Mik 1889.  Idiocera schrenkii ingår i släktet Idiocera och familjen småharkrankar. Inga underarter finns listade i Catalogue of Life.